# Chrysotus tuberculatus
Chrysotus tuberculatus är en tvåvingeart som beskrevs av Van Duzee 1931. Chrysotus tuberculatus ingår i släktet Chrysotus och familjen styltflugor.
Artens utbredningsområde är Bolivia. Inga underarter finns listade i Catalogue of Life.